# Witkeellawaaimaker
De witkeellawaaimaker (Dessonornis humeralis, synoniem: Cossypha humeralis) is een zangvogel uit de familie Muscicapidae (vliegenvangers).

## Verspreiding en leefgebied
Deze soort komt voor van oostelijk Botswana tot zuidelijk Mozambique, oostelijk Transvaal en noordelijk Natal.